# Andy Keeley
Andy Keeley, diminutivo di Andrew James Keeley (Basildon, 16 settembre 1956) è un ex calciatore inglese, di ruolo difensore.

## Caratteristiche tecniche
Era un difensore centrale.

## Carriera
Dopo aver giocato nelle giovanili del Tottenham viene aggregato alla prima squadra già dal 1974, ma gioca le sue prime partite ufficiali con gli Spurs solamente all'età di 20 anni, nella stagione 1976-1977, nella quale disputa 6 incontri nella prima divisione inglese. A fine stagione, dopo la retrocessione in seconda divisione del club londinese, viene ceduto allo Sheffield Utd, in terza divisione; dopo complessive 28 partite in questa categoria, nel gennaio del 1981 passa in quarta divisione allo Scunthorpe Utd, con cui gioca fino al termine della stagione 1982-1983 per un totale di 77 presenze ed una rete (peraltro la sua unica in carriera) in campionato con gli Irons.
In carriera ha totalizzato complessivamente 111 presenze ed una rete nei campionati della Football League.